# よしだみほ
よしだ みほ（女性、1961年8月19日 - ）は、日本の漫画家、イラストレーター。東京都出身。
デフォルメされた競走馬のイラストを描くことで有名で、漫画『馬なり1ハロン劇場』シリーズで知られる。漫画以外に競馬関連のエッセイなどの著作も発表しており、一時は実質的に競馬評論家としても活動していた。

## 経歴
1987年頃から日本中央競馬会（JRA）発行の月刊競馬誌『優駿』のイラストコーナーの常連投稿者として名が知られるようになる。1989年に同人誌で『天才ユタカの元気が出る競馬』を発表したことがきっかけとなり、同年秋、『週刊競馬報知（1994年10月に週刊ファンファーレに改名）』誌上で『それいけ岡部クン!!』を連載開始。同連載は間もなく題名を『馬なり1ハロン劇場』と改め、掲載媒体を『漫画アクション』→双葉社Webマガジン→WEBコミックアクションと移しながら、掲載媒体変更に伴う休止を挟みながらも現在まで続く長期連載となった。2019年、『馬なり1ハロン劇場』は連載1000回目をもって最終回を迎え、改めて『馬なり1ハロン!NEO』（netkeiba.com）と『馬なりde SHOW』（週刊大衆）の2本の連載を開始。
『馬なり1ハロン劇場』の連載をきっかけとして、他の競馬雑誌やスポーツ新聞などでも多数の連載を持ち、現在では「競馬漫画界の第一人者」と呼ばれるまでになる。フジテレビ系列の競馬番組『スーパー競馬』の井崎脩五郎のコーナー（当時の「井崎探偵事務所」）に1コマ漫画を起用された時期があった。
2004年4月には中山競馬場において、よしだが描いた岡部幸雄・牧原由貴子両騎手の似顔絵の焼印が押された特別バージョンの今川焼きが販売される。中でも岡部騎手バージョンのもの（通称「会長焼」）は、2005年3月に岡部騎手が引退する際にも再び中山競馬場で販売されるほどの人気ぶりとなっている。中山競馬場では他にシンボリクリスエス、ディープインパクトのイラストの焼印が押された「シンボリクリスエス焼き」「ディープインパクト焼き」、前述の岡部、牧原に柴田善臣、横山典弘、後藤浩輝のイラストが入ったおせんべいが販売された事がある。

## その他
- 「あくまでも一ファンの視点から競馬を描きたい」というポリシーを持って漫画を描いているので、漫画を描くに当たって現場での取材はしない主義だという（『馬より素敵な役者はいない』より）。このため騎手・調教師等の競馬関係者との交友もほとんどない。テレビの競馬番組への出演等も、『ドラマチック競馬』（北海道文化放送）や『競馬場の達人』（グリーンチャンネル）にゲスト出演する程度である。ただ北海道の牧場には時折行っているようで、『馬なり1ハロン劇場』単行本の巻末漫画等でシンザン・サンデーサイレンス等の馬と対面した際のエピソードなどが語られることがある。
- 『ドラマチック競馬』に出演していた関係で、かつて同番組の司会者だった須田鷹雄らと交友がある。須田からの依頼でばんえい競馬支援を目的としたふるさと納税を促す漫画を執筆したこともある[1][2]。
- 過去にペーパー馬主の会に入会した際、登録した馬の動向を気にし過ぎて精神的に酷く疲弊した経験から、自身を「特定の馬にイレ込み過ぎるとダメな精神構造」と分析しており、それ以来広く浅く多くの馬を愛するスタンスを心掛けている。そのため一口馬主等にも手を出していないという[3]。
- 演劇好きで、俳優・鹿賀丈史、滝田栄のファン。特に鹿賀丈史については、本人自らエッセイ漫画で「私の本業は『鹿賀丈史のファン』です（大笑）」と言い切ってしまうほどの熱狂的ファンとして知られている。
- GIレース発走前のファンファーレに合わせて起こるファンの手拍子や、パドックでのフラッシュ撮影については、『馬が怖がる』などの理由で一貫して批判的な態度を取り続け、しばしば作中のキャラクターを通して苦言を呈している。
- かつてはエッセイ等をまとめた本も何冊か出していたが（作品リストも参照）、現在は「自分の文才に限界を感じた」「恐らくエッセイという形では言いたいことを言い尽くしてしまった」とのことで、今後エッセイ等を出版する可能性はほぼないという[4]。

## 作品リスト
- 馬なり1ハロン劇場→馬なり1ハロン!NEO・馬なりde SHOW
- 馬より素敵な役者はいない
- よしだみほの20世紀の100名馬
- よしだみほ ウマ世界読本
- よしだみほのホース漫（報知新聞での連載をまとめたもの）
- すべての馬に乗れ!（「ターフレポーター アスカにおまかせ!」（日刊アスカ）他を収録）
- 私設現代名馬館
- 思い込み「馬キャラ」分析
- 「馬ドラマ」超鑑賞術
- いつかは言ってみたい18の言葉（イラストを担当。文：今浪祐介）